# Nei Paulo Moretto
Nei Paulo Moretto (* 25. Mai 1936 in Caxias do Sul, Rio Grande do Sul; † 6. April 2023 ebenda) war ein brasilianischer Geistlicher und römisch-katholischer Bischof von Caxias do Sul.

## Leben
Nei Paulo Moretto besuchte die Escola Henrique Emílio Mayer und von 1947 bis 1953 das Kleine Seminar Nossa Senhora Aparecida in Caxias do Sul. Anschließend studierte er Philosophie und Katholische Theologie am Priesterseminar Nossa Senhora do Amor Divino in Petrópolis und an der Päpstlichen Universität Gregoriana in Rom. Am 2. Juli 1961 empfing Moretto in der Kirche Sacro Cuore di Gesù in Rom durch den Bischof von Zhengzhou, Faustino Tissot SX, das Sakrament der Priesterweihe für das Bistum Caxias. Nach weiterführenden Studien erwarb er an der Päpstlichen Universität Gregoriana Lizenziate in den Fächern Philosophie und Katholische Theologie. Während seiner Studienzeit in Rom war er Alumnus des Päpstlichen Brasilianischen Pius-Kollegs.
Moretto war zunächst ab 1962 als Pfarrvikar in der Pfarrei São Francisco de Paula tätig, bevor er 1963 Assistent und 1964 Rektor des Kleinen Seminars Nossa Senhora Aparecida in Caxias do Sul wurde. Von 1966 bis 1972 lehrte er Philosophie und Katholische Theologie am Priesterseminar in Viamão. Außerdem war er Professor für Theologie und Christliches Leben an der Pontifícia Universidade Católica do Rio Grande do Sul in Porto Alegre. Daneben war er von 1967 bis 1968 für die Ausbildung der Seminaristen aus den Bistümern Caxias do Sul und Frederico Westphalen verantwortlich. Ab 1969 fungierte Moretto zudem als Subregens und ab 1970 schließlich als Regens des Priesterseminars in Viamão.
Papst Paul VI. ernannte ihn am 16. November 1972 zum Bischof von Cruz Alta. Der Erzbischof von Porto Alegre, Alfredo Vicente Kardinal Scherer, spendete ihm am 28. Januar 1973 in der Kathedrale Divino Espírito Santo in Cruz Alta die Bischofsweihe; Mitkonsekratoren waren Erzbischof Umberto Mozzoni, Apostolischer Nuntius in Brasilien, und Benedito Zorzi, Bischof von Caxias do Sul. Sein Wahlspruch Tudo é graça („Alles ist Gnade“) stammt aus 2 Kor 12,9 .
Am 21. Januar 1976 bestellte ihn Paul VI. zum Koadjutorbischof von Caxias do Sul und zum Titularbischof von Thubursicum. Die Amtseinführung erfolgte am 19. März 1976. Mit der Emeritierung Benedito Zorzis am 26. Mai 1983 folgte Moretto ihm als Bischof von Caxias do Sul nach. Außerdem war er Vizepräsident des Stiftungsbeirats der Universidade de Caxias do Sul. Ferner wirkte er als Vizepräsident und später als Präsident der Region Sul 3 der Brasilianischen Bischofskonferenz. Von 1987 bis 2006 leitete Moretto zusätzlich die Pastoralkommission für das Fahrende Volk in Brasilien. Darüber hinaus setzte er sich für die Seligsprechung von Giovanni Schiavo CSJ ein.
Am 6. Juli 2011 nahm Papst Benedikt XVI. seinen altersbedingten Rücktritt an. 2011 verlieh ihm die Stadt Caxias do Sul die Ehrenbürgerwürde. Moretto starb im April 2023 im Hospital Unimed in Caxias do Sul und wurde in der dortigen Kathedrale Santa Teresa beigesetzt.